# Хиндукуш
Хиндукуш (на пущунски: هندوکش; на урду: ہندوکش) е планинска верига в Афганистан и Пакистан. Простира се на дължина от 800 km и ширина от 50 до 350 km между централната част на Афганистан и Северен Пакистан. Най-високият ѝ връх е Тирич Мир 7708 m.
Получава името си по времето на монголите, когато те навлизат в голямата Индия – оттук и името хинду (което означава „индийски“).
Хиндукуш е най-западното продължение на Памир, Каракорум и Хималаите. Преди е известен като „Индийския Кавказ“. Това име е дадено от древните македонци, които владеят Хиндукуш няколко века (вж. Селевкидска империя и Македоно-бактрийско царство).
Спорно е какъв е произходът на името „Хиндукуш“, както и дали то означава „индийски убиец“. Съществуват множество хипотези по този въпрос. Според някои името е погрешно възприето от Индийския Кавказ („Каукасус Индикус“). Според други то произлиза от „Хинду Кох“, идващо от персийската дума „Кух“, означаваща „планина“.
Името на Хиндукуш на санскрит е Париятра Парват.

## Природа

### Граници, деление, релеф
Източната граница на Хиндукуш е трудна за определяне поради сложната локална топография, но проходът Карамбар (4343 m) между долините Конар и Гилгит понякога се приема като условна граница. Западната граница също е несигурна, тъй като планините се снижават и преливат в по-ниски хребети в Афганистан. Все пак, учените приемат, че Хиндукуш се разпростира много по̀ на запад, до иранската граница.
Хиндукуш може да се раздели на три основни дяла: източен, от прохода Карамбар на изток до прохода Дорах на запад, централен, продължаващ през прохода Шебар на северозапад от Кабул, и западен, известен още като Кух-е Баба, който постепенно се снижава към прохода Керму.
В крайната си източна част, между Карамбар и Барогхил (3804 m), Хиндукуш не е много висока, а билата му често имат формата на заоблени куполи. По̀ на запад, главният хребет се издига рязко до Баба Танги (6513 m) и става назъбен, след което в продължение на около 160 km се намират най-високите върхове в целия регион – около 12 от тях са с височина над 7000 m. Първата концентрация от високи върхове са около Урганд (7039 m) в Афганистан е следвана на юг от масива Сарагхрара (7349 m). Още една линия от внушителни планини, включваща върховете Лангар (7060 m), Шачаур (7116 m), Удрем Зом (7125 m) и Надир Шах Зхара (7125 m) и води до трите гигантски върха на Хиндукуш – Ношак (7485 m), Исторо Нал (7389 m) и Тирич Мир 7708 m. Повечето от по-големите ледници на Киндукуш се намират именно в тази част.
Централният участък от прохода Дорах до прохода Шебар отделя традиционните афганистаски области Бадакшан на север и Нуристан и Кухестан покрай река Кабул на юг. Концентрацията на високи върхове в този региона създава непрекъснат хоризонт. Максималните височини включва Кох-и-Бандакор (6843 m), Кох-и-Монди (6248 m) и Мир Самир (6059 m). Тези върхове са обкръжени от по-ниски такива. Ледниците са слабо развити, но планинските проходи са високи, което затруднява комуникацията в района.
Хребетът в западната част постепенно се снижава към афганистанския град Херат близо до иранската граница, накрая превръщайки се в хълмове. Тук комуникацията е по-лесна, тъй като отдавна са прокарани пътища из проходите.
Международните граници, преминаващи през Хиндукуш, са главно тези на Пакистан и Афганистан. Проходът Карамбар се намира на около 60 km западно от афганистанско-китайската граница, докато на запад планинската верига се намира близо до границата с Иран, но не я пресича.
Променливата гранична линия между Пакистан и Афганистан в района е резултат от поредица компромиси, постигнати в края на 19 век между британците и афганистанския владетел. Друго любопитно политическо образувание, останало от същото време, е Ваханския коридор – ивица афганистанска територия, замислена като буферна зона между Британска Индия и Руската империя.

### Геоложки строеж, полезни изкопаеми
В геоложко отношение, планинската верига е свързана с образуването на субконтинент от Гондвана, който се откъсва от Източна Африка преди около 160 милиона години. Индийският субконтинент, Австралия и острови в Индийския океан продължават да се движат на североизток, когато Индийският субконтинент се сблъсква с Евразийската плоча преди около 55 милиона години, към края на палеоцен. Именно това сблъскване е създало както Хималаите, така и Хиндукуш.
Хиндукуш все още е геологически активен регион и търпи издигане. Следователно, той е склонен на земетресения. Големите натрупвания на сняг и лед са придали на Хиндукуш прозвището „водната кула на Азия“. Водата от планината захранва много големи реки, сред които Амударя, много нейни леви притоци и множество десни притоци на Инд.
Хиндукуш представлява сложно раздробен хорс-антиклинорий в пределите на Алпийската геосинклинална (нагъната) област. В геоложкия му строеж участват докамбрийски гнайси, кристалинни шисти, мрамори и кварцити, палеозойски варовици, пясъчници и глинести шисти с лавови хоризонти, а също и мезокайнозойски седиментни (пясъчно-глиненсти, карбонатни, вулканогенни и др.) пластове. Важна роля в структурата на осовата зона на Хиндукуш принадлежи на масивите от гранитоиди с къснопалеозойска и ранномезозойска възраст. Голямо структурно значение има също древния дълбочинен разлом, по който е разположена Първанската верига от долини. На север от него нагънатите формации са се формирали през горния палеозой, а на юг – през мезозоя. Като цяло главните тектонски движения, създали съвременната структура на Хиндукуш, са се случили през неогена и антропогена. Планината се характеризира със своята висока сеизмичност.
Недрата на планината са богати на каменни въглища (Северен Хиндукуш), висококачествени железни и полиметални руди, берилий (Нуристан), злато, лазурит, барит, сяра, графит, целестин и талк.

### Климат
Тъй като Хиндукуш разделя две големи климатични зони в Азия, местният климат проявява значителна изменчивост. Хребетът Суат Кохистан попада под влиянието на дъждовния летен мусон, а по-голямата част от източния дял на Хиндукуш се издига към крайната западна граница на мусона. В тази област лятото е дъждовно или снежно (от юли до септември), а зимата е суха. Централната и западната част на Хиндукуш обаче има климат, сходен със средиземноморския, характеризиращ се с горещи и сухи лета и хладни и влажни зими (от декември до март). Срещат се климатичните вариации между тези два противоположни климата в региона, понякога водейки до удивителен контраст.
Климатът на Хиндукуш е с добре изразена вертикална зоналност, от полупустинен и степен пояс в подножието и широките междупланински долини до високопланински нивални или студени пустини от тибетски тип. Северните и северозападните му склонове се намират в зоната на влиянието на западния пренос на въздушни маси и валежите са 400 – 800 mm годишно. По южните и югозападните склонове – около 300 mm. Най-сухи са източните райони на планината, като във високопланинските котловини годишната сума на валежите е около 50 mm. Най-влажен се явява Югоизточен Хиндукуш (Нуристан), който е под влиянието на летните мусони и годишната сума на валежите достига до 1000 mm и се отнася към полувлажните субтропици.
Графично представяне на климатичните условия може да се изведе от ледниците. Снежната и ледената покрива е най-голяма в източния край на Хиндукуш в Пакистан. На запад обаче заледяванията са по-спорадични. В централния дял на планината, върховете с височина до 3600 m често са голи. Някои от ледниците в планинската верига се смаляват, докато други се увеличават. Като цяло ледниците заемат около 6200 km².

### Растителност, почви, животински свят
Природните ландшафти на Хиндукуш са различни, като в тяхната височинна зоналност има съществени разлики по северните и южните склонове. Северните склонове в долния си пояс са заети от ефемероидни степи обрасли с пелин и на места с малки горички от шамфъстък, развити върху сивоземни почви. В средния пояс са разпространени храстовидни планински степи или групировки от планински ксерофити с редки горички от средноазиатска арча (вид хвойна) върху планински канелени и червено-канелени почви. Горният пояс представлява планинска суха степ с разредена пустинна растителност от тибетски тип, развита върху планински слабохумусни пустинни сивоземи, т.нар. студена пустиня. На по-овлажнените югоизточни склонове господстват сухите листопадни гори и храсталаци развити върху субтропични канелени почви. Нагоре, районите до 2500 m, са заети от широколистни гори от индомалайски тип (вечнозелен дъб и др.). Още по̀ на горе, до 3300 m, преобладават иглолистните (бор, ела, кедър) или смесени гори. До височина 3700 m господства субалпийския пояс със стелещ се клек, рододендрон, а по-овлажнените места са заети от планински ливади. По-сухите райони са покрити с планински ксерофити. Най-горния пояс е зает от алпийски треви и кобрезиеви пасища.
Животинският свят на Хиндукуш е разнообразен. Срещат се представители на Централна Азия – снежен барс, леопард, планински и безоаров козел, барал, архар (аргал) и др. от птиците най-характерни са снежния лешояд, тибетския улар, планинска гъска и др. На югоизток преобладават представителите на индохималайската фауна – хималайска мечка, рис, планински пор, дива свиня и др.

## Население
Дългата и измъчена история, както и разпокъсаната топография на региона е довела до същинска мозайка от народи в него. Ниските части на Вахан и по-високите части на долините Санглич и Анджоман, все в северозападната част на Хиндукуш, са рядко населени от памирски народи, които са исмаилистки мюсюлмани. В централните и западните части на планинската верига живеят таджики (сунитски мюсюлмани), узбеки и хазарейци. В миналото киргизки номади обитават високите части, но мигрират на изток към Турция по време на войната в Афганистан през 1980-те години. В големите населени места живеят пущуни, както и в много от южните райони на Хиндукуш, с изключение на Нуристан.
Калашите са друг интерес народ, обитаващ Хиндукуш. Тяхното название буквално се превежда като „неверник“ или „немюсюлманин“ и се използва поне от 11 век. В миналото, те населяват много по-голяма част от планината, но голяма част от тях са насилени да приема исляма в края на 19 век. Във физическо отношение, те не се различават особено от съседите си – говорят език, който понякога е класифициран като дардски. Все пак, те се разделят на религиозна основа, тъй като практикуват политеизъм, включващ главно жертвоприношението на животни.

## Ресурси
Фуражът, дървесината и водата са най-силно използваните ресурси в планината. Селища има там, където земята може да се обработва. Големи сезонни миграции на добитък, воден от пастири, използват добре пасищата на отдалечените планински райони. Всяка година хиляди овце и кози от високите пасища на Бадахшан преминават през прохода Анджоман по пътя си към пазарите на Кабул.
малки водноелектрически централи произвеждат електричество за планинските села в Пакистан. Много от язовирните стени имат и втора цел – за напояване надолу по течението. Малки площи земи, засадени с пшеница, ечемик, просо, царевица, картофи и боб представляват местното земеделие. По време на засушаване овощните дървета на черница, орех, бадем, хинап, кайсия и ябълка са ценни източници на храна. Бежанците от Афганистан и дървосекачите са изчерпали голяма част от дървесните ресурси по южните склонове на планината.
В Афганистанската част на Хиндукуш се срещат малки залежи на минерали, но икономическото им използване е ограничено до добиването на лапис лазули в долината река Монджан (Кокча). В долината на Конар се добива и берил в малки количества. При Каркар и Ешпоштех в централната част на Хиндукуш в Афганистан са създадени въглищни мини. Равнините в близост до западния дял на Хиндукуш предоставят природен газ, който се изнася за Узбекистан, докато хребетът Баба на запад от Кабул съдържа залежи на желязо.